# Säffle
Säffle – miejscowość (tätort) i siedziba gminy Säffle w południowej Szwecji, w regionie Värmland.
W styczniu 2012 liczyło 8 994 mieszkańców.